# Bakonyszombathely
Bakonyszombathely is een plaats (község) en gemeente in het Hongaarse comitaat Komárom-Esztergom. Bakonyszombathely telt 1453 inwoners (2015).